# ألان جونسون (مخرج)
ألان جونسون (بالإنجليزية: Alan Johnson)‏ هو مصمم رقص ومخرج أمريكي، ولد في 18 فبراير 1937 في ريدلي بارك في الولايات المتحدة، وتوفي في 8 يوليو 2018 في لوس أنجلوس في الولايات المتحدة.

## وصلات خارجية
- ألان جونسون على موقع IMDb (الإنجليزية)
- ألان جونسون على موقع قاعدة بيانات برودواي على الإنترنت (الإنجليزية)
- ألان جونسون على موقع قاعدة بيانات الفيلم (الإنجليزية)